# 第12ヘリコプター隊
第12ヘリコプター隊（だいじゅうにヘリコプターたい、JGSDF 12th Helicopter unit）は、陸上自衛隊相馬原駐屯地（群馬県北群馬郡榛東村）に隊本部が駐屯する第12旅団隷下の航空科（ヘリコプター）部隊である。隷下の第1飛行隊は北宇都宮駐屯地に分駐している。

## 概要
隊長は1等陸佐（三）が充てられ、隊本部、本部付隊、第1飛行隊および第2飛行隊からなる。
前身は第12師団第12飛行隊である。2001年（平成13年）第12師団が師団から旅団（総合近代化旅団タイプ）へ縮小改編された際、陸上自衛隊唯一の空中機動展開に特化した「空中機動旅団」第12旅団に改編された。その骨幹を担う部隊ゆえ、1個飛行隊を増強し「第12ヘリコプター隊」となった。航空科の中では、第15ヘリコプター隊と並んで、師団旅団保有の航空科部隊として最大規模を誇る。平時は空中機動展開訓練を行い、甲信越という地域の特性上、高標高地訓練・積雪地訓練も行っている。有事・災害派遣の際は全国へ展開して運用を行う。なお、第12ヘリコプター隊だけでは輸送力は足りず、有事の際には東部方面航空隊や第1ヘリコプター団等の増強を必要とする。
また、旅団隷下部隊等に空中機動要領を熟知した要員を配置するために、空中機動指導官養成訓練を行っている。この訓練は、ヘリコプターの着陸誘導訓練、地面すれすれでホバリングするヘリコプターから飛び降り、周囲を警戒して制圧するヘリボン強襲訓練、上空でホバリングするヘリコプターからロープを伝って地上に降りるラペリング訓練など、あらゆる場面を想定した訓練を行うという。その一環で、戦闘捜索救難での航空科隊員によるラペリングを第1ヘリコプター団・第102飛行隊同様に実施しているという。

## 沿革
第12飛行隊
- 1962年（昭和37年）
  - 1月18日：東部方面航空隊隷下部隊として第12飛行隊が霞ヶ浦駐屯地に新編。
  - 11月30日：第12飛行隊が東部方面航空隊本部とともに霞ヶ浦駐屯地から宇都宮北分屯地に移駐。
- 1994年（平成06年）3月28日：第12飛行隊（北宇都宮駐屯地）が第12師団隷下に編入。

第12ヘリコプター隊
- 2001年（平成13年）3月27日：第12師団の「空中機動旅団」化に伴い、第12飛行隊を増強し第12ヘリコプター隊に改編。

1. 隊本部が北宇都宮駐屯地から相馬原駐屯地に移駐。
2. 第12飛行隊（北宇都宮駐屯地）を第1飛行隊に改編。
3. 本部付隊、第2飛行隊を相馬原駐屯地に新編。

- 2014年（平成26年）
  - 7月：1機あたりの無事故飛行2,400時間の達成により賞状を授与[1]。
  - 9月27日：御嶽山噴火に伴う災害派遣[1][2]。
- 2015年（平成27年）
  - 9月10日：平成27年9月関東・東北豪雨に伴う災害派遣。第1飛行隊のUH-60JAがホイストにより濁流に飲まれる寸前の民間人を多数救助。
  - 10月：フジサンケイグループの主催で行われた「第13回国民の自衛官」表彰式において部隊表彰を受ける[1][2][3]。
- 2018年（平成30年）1月23日：草津白根山（本白根山）での噴火に伴う噴石に、当時スキー場で訓練中の隊員８名が巻き込まれる[4]。全員救出されたが、搬送先の病院で男性陸曹長１名が殉職した[5]。事後、災害派遣要請を受けて救助活動を実施し、第12偵察隊をスキー場へ空輸、ロープウェイ山頂駅付近に退避していたスキー客を救助した[6]。同日中に撤収[6]。
- 2021年（令和03年）2月22日：栃木県足利市で発生した山火事の消火のために災害派遣。CH-47を使用した空中消火作業に従事した[7]。

## 部隊編成・主要装備

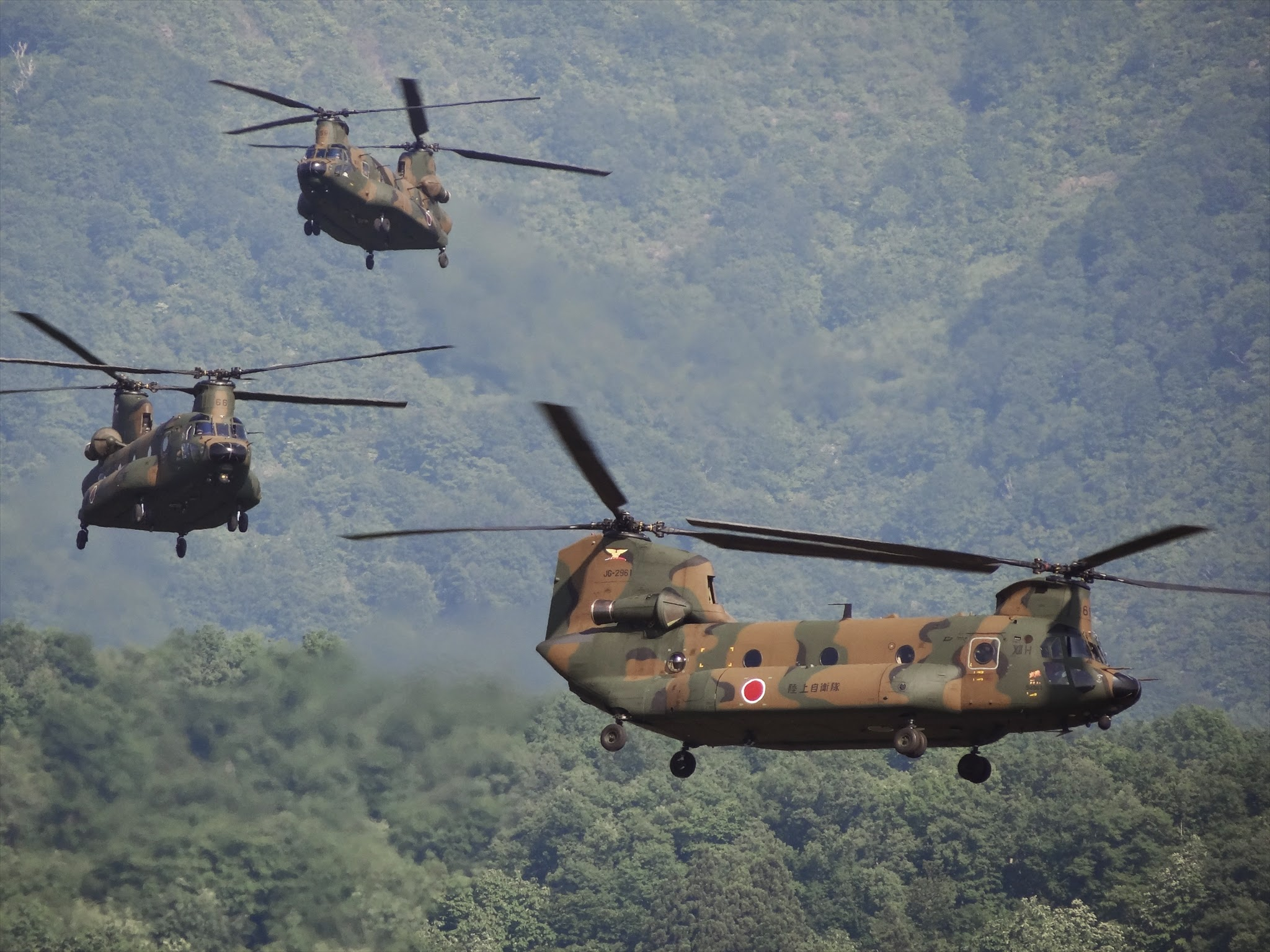
第12ヘリコプター隊:CH-47JA

かっこ囲みを除き、相馬原駐屯地所在。飛行隊は1個飛行班基幹編成となっている。
- 第12ヘリコプター隊本部
- 第12ヘリコプター隊本部付隊「12ヘリ-本」
- 第1飛行隊「12ヘリ-1」：UH-60JA（北宇都宮駐屯地）[1]約８機
- 第2飛行隊「12ヘリ-2」：CH-47J/JA[1]少なくとも６機

## 主要幹部
| 官職名               | 階級    | 氏名     | 補職発令日     | 前職                     |
| -------------------- | ------- | -------- | -------------- | ------------------------ |
| 第12ヘリコプター隊長 | 2等陸佐 | 小丸隆宏 | 2023年12月22日 | 陸上幕僚監部防衛部防衛課 |

| 代 | 氏名     | 在職期間                        | 前職                                  | 後職                                            |
| -- | -------- | ------------------------------- | ------------------------------------- | ----------------------------------------------- |
| 01 | 宇佐美真 | 2001年03月27日 - 2001年12月02日 | 第12飛行隊長                          | 陸上幕僚監部人事部援護業務課 総括班長           |
| 02 | 河野実   | 2001年12月03日 - 2003年07月31日 | 陸上自衛隊航空学校研究部長            | 中央管制気象隊長                                |
| 03 | 市村勝   | 2003年08月01日 - 2006年03月26日 | 陸上幕僚監部防衛部運用課 航空運用班長 | 陸上自衛隊航空学校第1教育部長                   |
| 04 | 荒関和人 | 2006年03月27日 - 2008年03月25日 | 陸上幕僚監部防衛部運用課 航空運用班長 | 統合幕僚学校研究室研究員                        |
| 05 | 楠見晋一 | 2008年03月26日 - 2009年12月06日 | 陸上自衛隊幹部学校付                  | 陸上幕僚監部運用支援・情報部情報課 地域情報班長 |
| 06 | 佐野光   | 2009年12月07日 - 2011年11月30日 | 陸上自衛隊幹部学校学校教官            | 陸上幕僚監部人事部人事計画課 服務室長           |
| 07 | 真岡孝成 | 2011年12月01日 - 2013年12月17日 | 陸上自衛隊幹部学校学校教官            | 陸上幕僚監部装備部航空機課 航空安全班長         |
| 08 | 鈴木力   | 2013年12月18日 - 2015年11月30日 | 統合幕僚学校教育課第1教官室 学校教官  | 中央管制気象隊長                                |
| 09 | 安藤和幸 | 2015年12月01日 - 2017年03月22日 | 西部方面総監部人事部 援護業務課長     | 中央管制気象隊長                                |
| 10 | 桑畑英紀 | 2017年03月23日 - 2019年11月30日 | 陸上自衛隊航空学校主任教官            | 陸上総隊司令部総務部人事課長                    |
| 11 | 加藤憲司 | 2019年12月01日 - 2022年07月31日 | 陸上自衛隊教育訓練研究本部研究員      | 東北方面総監部人事部厚生課長                    |
| 12 | 松浦高裕 | 2022年08月01日 - 2023年12月21日 | 北部方面総監部人事部援護業務課長      | 近畿中部防衛局防衛補佐官                        |
| 13 | 小丸隆宏 | 2023年12月22日 -                | 陸上幕僚監部防衛部防衛課              |                                                 |